# Stephen Carpenter (Autor)
Stephen Carpenter (* Weatherford, Texas), in Kansas City, Missouri, aufgewachsen ist ein US-amerikanischer Autor, Regisseur und Kameramann.

## Karriere
Zu seinen Drehbüchern gehören unter anderem Cool & Fool – Mein Partner mit der großen Schnauze mit Samuel L. Jackson und Eugene Levy in den Hauptrollen, Der Diamanten-Cop mit Martin Lawrence in der Hauptrolle und andere. Er hat mehrere Thriller geschrieben und Regie geführt, darunter Soul Survivors mit Eliza Dushku und Casey Affleck in den Hauptrollen.
Im Jahr 2011 schuf er die NBC-Fantasy-Polizeiserie Grimm, die in der Herbstsaison 2011 Premiere hatte. Sie wurde bis zum 31. März 2017 ausgestrahlt und umfasste 123 Episoden, also mehr als sechs Staffeln. Grimm wurde ursprünglich für CBS entwickelt, wurde aber aufgrund des Autorenstreiks 2007–08 nicht fortgesetzt. Im Januar 2011 wechselte die Serie zu NBC. Die Serie wurde als „ein Cop-Drama mit einer Wendung ... ein düsteres und fantastisches Projekt über eine Welt, in der von Grimms Märchen inspirierte Figuren existieren“ beschrieben, obwohl die Geschichten und Figuren, die die Serie inspirieren, auch aus anderen Quellen stammen.
Carpenters erster Roman, Killer, der 2010 auf Amazon Kindle veröffentlicht wurde, stand auf Platz 1 der Mystery/Thriller-Listen von Amazon und wurde von Entertainment Weekly als „ein Blockbuster-Debüt“ bezeichnet. Sein neuestes Buch, Killer in the Hills, wurde im Dezember 2011 von Amazon veröffentlicht. Seit Dezember 2011 entwickelt er eine einstündige Krimiserie für NBC.
Derzeit arbeitet er an mehreren Kindle-Vella-Serien, Killer be Killed und The Grimm Curse.

## Persönliches Leben
Carpenter schreibt seit der 7. Klasse. Er machte seinen Abschluss an der University of California, Los Angeles Schule für Theater, Film und Fernsehen. Er unterrichtet an der School of Cinematic Arts der University of Southern California über das Schreiben und die Struktur von Geschichten.

## Filmografie (Auswahl)
- 1982: Todestrauma (The Dorm That Dripped Bloo, auch Regie)
- 1984: Die Macht des Bösen (The Power, auch Regie)
- 1987: Anthony (The Kindred, auch Regie)
- 1999: Der Diamanten-Cop (Blue Streak)
- 2001: Soul Survivors (auch Regie)
- 2005: Cool & Fool – Mein Partner mit der großen Schnauze (The Man)
- 2011–2017: Grimm (Fernsehserie)